# Feketetorkú fogasfürj
A feketetorkú fogasfürj (Colinus nigrogularis) a madarak osztályának tyúkalakúak (Galliformes) rendjébe és a fogasfürjfélék (Odontophoridae) családjába tartozó faj.

## Rendszerezése
A fajt John Gould angol ornitológus írta le 1843-ban, az Ortyx nembe Ortyx nigrogularis néven.

## Alfajai
- Colinus nigrogularis caboti Van Tyne & Trautman, 1941
- Colinus nigrogularis nigrogularis (Gould, 1843)
- Colinus nigrogularis persiccus Van Tyne & Trautman, 1941
- Colinus nigrogularis segoviensis Ridgway, 1888[2]

## Előfordulása
Mexikó, Belize, Guatemala, Honduras és Nicaragua területén honos. A természetes élőhelye szubtrópusi és trópusi száraz bokrosok és szavannák, valamint legelők.

## Megjelenése
Testhossza 18–21,5 centiméter, testtömege 109–152 gramm.

## Külső hivatkozások
- Képek az interneten a fajról
- Gbwf.org
- Videó a fajról